# Vom Spazieren
Vom Spazieren, je nach Übersetzung auch Vom Wandern (engl. Originaltitel Walking), ist ein Essay des US-amerikanischen Schriftstellers Henry David Thoreau, der sich aus zwischen 1851 und 1857 gehaltenen Vorlesungen des Autors mit den Titeln Walking und The Wild entwickelte. Thoreau bereitete den Text im Jahr 1862 kurz vor seinem Tod zur Veröffentlichung vor, die Erstveröffentlichung im Juni 1862 im Magazin Atlantic Monthly erlebte er nicht mehr.

## Themen
In Walking thematisiert Thoreau das Verhältnis des Menschen zur Natur. Dabei distanziert es sich stark von der Zivilisation; er erklärt, alles Wahre am Menschen käme nur aus der Begegnung mit dem Wilden, der ungezähmten und unkultivierten Lebenskraft. Dies zeigt sich schon im ersten Satz: „Ich möchte zugunsten der Natur sprechen, zugunsten absoluter Freiheit und Wildheit – im Gegensatz zur Freiheit und Kultur im bürgerlichen Sinne –, und ich möchte den Menschen als untrennbaren Teil der Natur und nicht als Mitglied der Gesellschaft betrachten.“
Thoreau beschreibt die Natur als Kraft, die die innere Wahrheit des Menschen berührt, während er die Gesellschaft fast als verführerisches Werk des Teufels beschreibt; in diesem Sinne stehen seine Ideen den zivilisations- und fortschrittskritischen Ansätzen der europäischen Romantik nahe. Dabei stehen Natur und Kultur (zumindest die von ihm als positiv erachteten Aspekte) sich bei Thoreau in Momenten fast als Partner gegenüber: „Eine Stadt wird nicht nur durch die Gerechten gerettet, die in ihr wohnen, sondern auch durch die Wälder und Sümpfe um sie“.
Er beschreibt zudem die als geschichtlich aufgefasste Bewegung nach Westen als eine Art natürliche Tendenz zur Freiheit, zur Begegnung mit dem Wilden: „Im Osten verfolgen wir den Weg der Geschichte, studieren Werke der Kunst und Literatur, verfolgen den Weg unserer Rasse zurück; im Westen nähern wir uns voller Unternehmens- und Abenteuergeist, der Zukunft.“ Obwohl Thoreau sich an vielen Stellen des Essays gegen die Realität des städtischen Amerika ausspricht, zeigt er sich auch patriotisch; tatsächlich erinnert der Ansatz des natürlichen Zugs nach Westen an das Konzept des Manifest Destiny.

## Ausgaben (auf Deutsch)
- Vom Spazieren. Ein Essay. Übersetzt von Dirk van Gunsteren. Diogenes, Zürich 2004, ISBN 3-257-23463-5.
- Vom Wandern. Übersetzt von Heiner Feldhoff. Verlag der Manufactur, Horn am Externsteine 1983, ISBN 3-88080-023-5.
- Vom Wandern. Übersetzt von Ulrich Bossier. Reclam, Stuttgart 2014, ISBN 978-3-15-019074-6.